# Фенати, Романо
Романо Фенати (итал. Romano Fenati; род. 15 января 1996, Асколи-Пичено, Италия) — итальянский мотогонщик, участник чемпионата мира по шоссейно-кольцевых мотогонок серии MotoGP. В сезоне 2016 выступал в классе Moto3 за команду «Sky Racing Team VR46» под номером 5.

## Биография
Романо Фенати начал свою гоночную карьеру в возрасте семи лет выступлений в итальянском чемпионате Minibike. В 2010-м году он дебютировал в чемпионате Италии по шоссейно-кольцевым мотогонкам в классе 125сс, где занял 13-е место в общем зачете. В следующем сезоне Романо добился первых больших успехов: занял первое место в Европейском чемпионате в классе 125сс в Альбасете и занял второе место в общем зачете национального чемпионата.
В сезоне 2012 Фенати дебютировал в чемпионате мира серии MotoGP в классе Moto3 с командой «Team Italia FMI». Он получил в свое распоряжение мотоцикл FTR-Honda и в дебютной гонке в Катаре сразу попал на подиум, заняв второе место. В следующей гонке в Испании Романо одержал победу, став первым новичком, который выиграл уже во второй гонке в карьере. Получив до конца сезона еще два подиумы (второе место на Гран-При Италии и третье в Сан Марино), итальянец занял шестое место в общем зачете.
Сезон 2013 Романо провел в команде «San Carlo Team Italia», выступая на FTR-Honda. К сожалению, мотоцикл оказался неконкурентоспособным в сравнении с KTM. Лучшим результатом Фенати стало 5-е место на Гран-При Японии; в итоге — лишь 10-е место в общем зачете.
На сезон 2014 Романо подписал контракт с командой Валентино Росси «Sky Racing Team VR46». Он получил в свое распоряжение лучший мотоцикл класса KTM RC250GP и это подарило ему надежду на высокие результаты. Во второй гонке в Техасе Романо стал вторым, а в третьей, на дебютном Гран-При Аргентины, одержал победу. В следующей гонке, в Испании, Фенати повторил свой успех. Во Франции итальянец финишировал без очков, а в шестой гонке сезона, в Италии он одержал свою третью победу. Успешное начало чемпионата позволил Фенати находиться на 2-м месте в общем зачете и вести борьбу за лидерство с австралийцем Джеком Миллером. К сожалению, в следующих гонках он лишь 3 раза финишировал в лучшей десятке (из 12 гонок, одержав в том числе одну победу в Арагоне. В общем Фенати набрал 176 очков и завершил сезон на 5-м месте.
В сезоне 2015 сотрудничество Романо с командой «Sky Racing Team VR46» продолжилась. Перед началом сезона, в ноябре 2014 года, Романо во время тренировок с Супермото сломал ключицу, что негативно повлияло на подготовку к соревнованиям. Сам же чемпионат сложился аналогично предыдущему — с одной победой (во Франции) и тремя подиумами он финишировал в общем зачете четвертым.
В сезоне 2016 сотрудничество Фенати с командой продолжилась. Он снова рассматривался как один из главных претендентов на победу в чемпионате, однако и этот сезон сложился неудачно. В первых девяти гонках он одержал одну победу (Гран-При Америк) и еще один раз финишировал на подиуме (второе место на Гран-При Франции), что позволило занимать третье место в чемпионате. Однако во время десятого Гран-При сезона, которое проходило в Австрии, возник конфликт Романо с руководством команды: во время квалификации он занял лишь одиннадцатое место, тогда как его коллега по команде Николо Булега стал седьмым. Это возмутило Фенати, и он обвинил в своем низком результате команду. Реакция со стороны руководства последовала мгновенно: Романо был снят с гонки, а после этапа было сообщено, что пути гонщика и команды разошлись, и на его место был нанят другой итальянец Лоренцо Далла Порта.